# Krucjata Bourne’a (powieść)
Krucjata Bourne’a – powieść szpiegowska, dreszczowiec z 1986 roku, autorstwa Roberta Ludluma, będąca kontynuacją bestsellerowej powieści Tożsamość Bourne’a. W roku 2004 powstał również na jej motywach film Krucjata Bourne’a w reżyserii Paula Greengrassa, niebędący jednak fabułą powiązany z książką.
Książka opowiada o dalszych losach Dawida Webba – Jasona Bourne’a (legendarny, niezawodny morderca); Dawid wiedzie w miarę spokojne życie ze swoją żoną Marie, lecz wspomnienia wracają i nie dają zapomnieć o krwawej przeszłości. Rząd amerykański postanawia wykorzystać jego umiejętności w swoim planie zapobiegnięcia trzeciej wojnie światowej, którą ma zapoczątkować wojna domowa w ChRL. Rząd wplątuje go w ten plan knując okropną intrygę i porywając mu żonę – Marie. Zdesperowany Jason przyjmuje żądania i postanawia je spełnić przekonany, że jego żonę uprowadził taipan z zemsty za zabicie jego żony, którą zgładził sobowtór (płatny morderca) podszywający się pod Bourne’a. Rząd brytyjski pod przykrywką wpływowego taipana żąda wymiany: żony Bourne’a za jego sobowtóra. Dawid Webb zamienia się w Jasona Bourne’a i rusza na łowy, lecz nie wie, co tak naprawdę jest jego celem.